# Laurens Dassen
Laurens Dassen, né le 19 octobre 1985 à Eindhoven, est un homme politique néerlandais. Dirigeant de Volt Pays-Bas depuis qu'il a co-fondé le parti en 2018, il est sa tête de liste lors des élections législatives de 2021, au cours desquelles il est élu à la Seconde Chambre des États généraux,.

## Biographie

### Jeunesse et études
Laurens Dassen naît d'un père travaillant chez Philips et d'une mère maîtresse d'école primaire. Il grandit à Knegsel, dans le Brabant-Septentrional. Après des études en administration des affaires à l'université Radboud de Nimègue, il est employé par la banque ABN AMRO.

### Engagement politique
En 2018, Laurens Dassen co-fonde Volt Pays-Bas (Volt Nederland), affilié à Volt Europa, au côté de Reinier van Lanschot, pour promouvoir le fédéralisme européen sur la scène politique néerlandaise. Il en prend la direction tandis que Van Lanschot devient président, une fonction d'importance moindre. Placé troisième sur la liste présentée aux élections européennes de mai 2019, cette dernière est menée par Van Lanschot après un vote des adhérents. Elle ne réunit cependant pas suffisamment de suffrages (1,90 %) pour obtenir un mandat de député européen. En octobre 2019, Van Lanschot est choisi comme co-président de Volt Europa.
Pour les élections législatives de 2021, Laurens Dassen est choisi comme chef de file. Volt réalise la meilleure performance du scrutin pour un nouveau parti : avec 2,42 % des voix, il remporte 3 sièges à la Seconde Chambre. Dassen prend la présidence du groupe parlementaire le 31 mars suivant, lors de son entrée en fonction.